# Hydrallmania falcata
Hydrallmania falcata är en nässeldjursart som först beskrevs av Carl von Linné 1758.  Hydrallmania falcata ingår i släktet Hydrallmania och familjen Sertulariidae. Arten är reproducerande i Sverige. Inga underarter finns listade i Catalogue of Life.